# Vjata
Vjata (ryska: Вята) är ett vattendrag i Belarus.   Det ligger i voblasten Vitsebsks voblast, i den norra delen av landet, 210 km norr om huvudstaden Minsk.
Trakten runt Vjata består till största delen av jordbruksmark. Runt Vjata är det glesbefolkat, med 17 invånare per kvadratkilometer.